# Francisco de la Torre (schermidore)
Francisco de la Torre Pérez (25 aprile 1952) è un ex schermidore cubano.

## Biografia
Ha partecipato ai Giochi della XX Olimpiade di Monaco di Baviera nel 1972 ed ai Giochi della XXI Olimpiade di Montréal nel 1976.

## Palmarès
In carriera ha conseguito i seguenti risultati:
- Giochi Panamericani:

Cali 1971: oro nella sciabola a squadre.
Città del Messico 1975: oro nella sciabola a squadre.